# Sierra de los Mansos

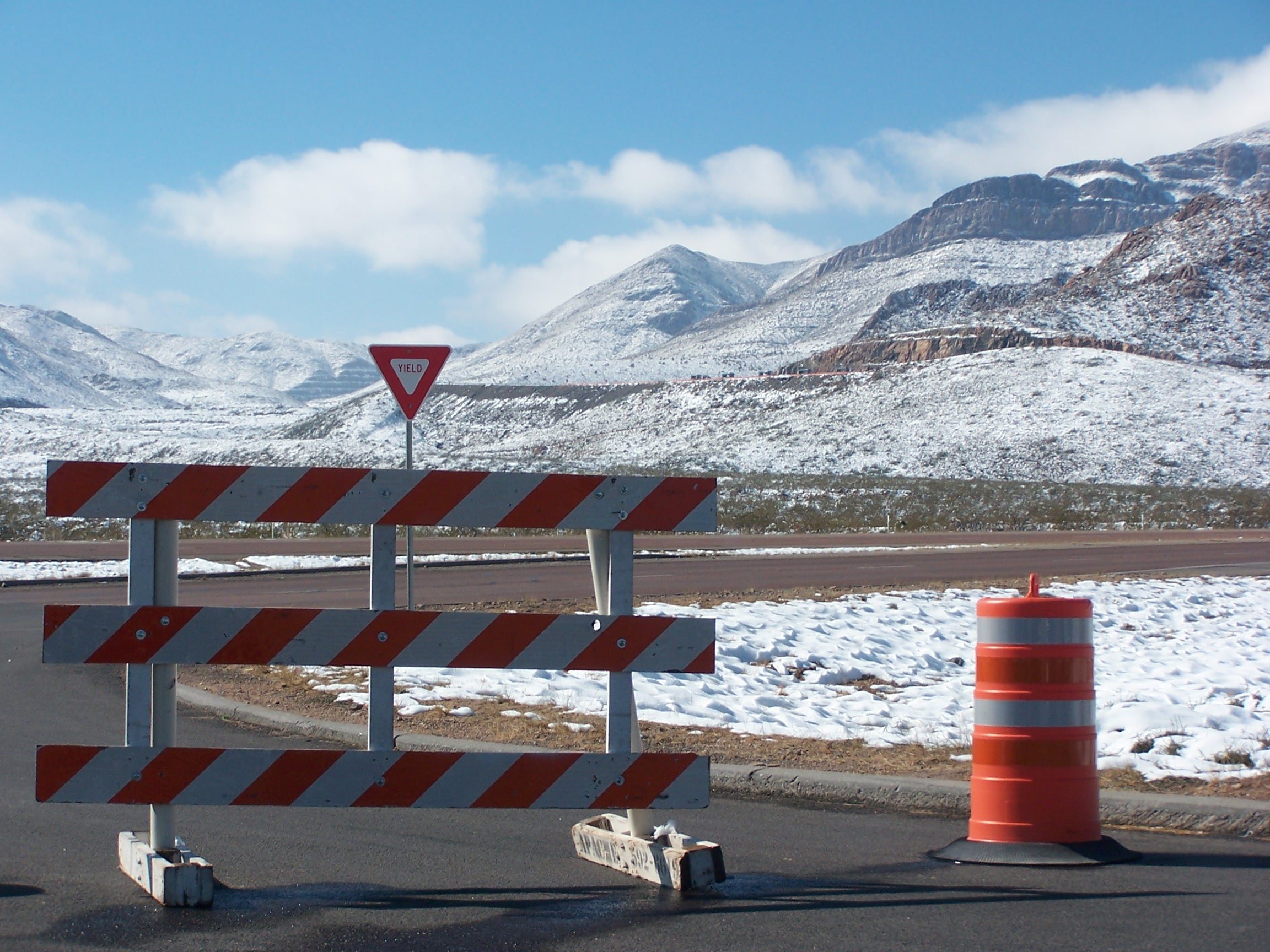
Nieve en la sierra de los Mansos y El Paso que causó el cierre de la autopista Woodrow Bean Transmountain Drive

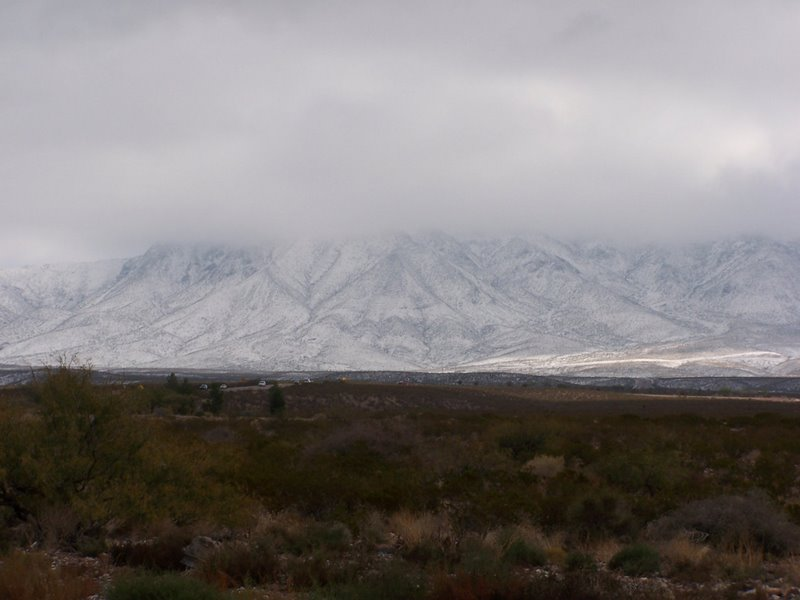
Nieve en la sierra de los Mansos

La sierra de los Mansos (en inglés: Franklin Mountains) de Texas es una pequeña alineación montañosa de (23 millas de longitud, 3 millas (4,8 km) de ancho) que se extiende desde El Paso (Texas) al norte hacia Nuevo México. La sierra de los Mansos se formaron a causa extensiones de la corteza terrestre relacionadas con la depresión del Río Grande en el Cenozoico. Aunque la topografía actual de la sierra y las cuencas circundantes se controló por extensiones durante el hundimiento de los últimos 10 millones de años, las fallas dentro de la sierra también registraron deformación durante el episodio orogénico Laramide hace entre 85 y 45 millones de años. 
El pico más alto es el cerro Franklin del Norte de unos 7192 pies (2192 m). Gran parte de la sierra forma parte del parque estatal de la sierra de Franklin. La sierra está compuesta principalmente por roca sediementaria con algunas intrusiones ígneas. Los geólogos se refieren a estas como sierra de fallas que se rompen y causan elevaciones con la consiguiente formación de barrancas, y las mismas se pueden encontrar de hasta 1.25 billón de años de antigüedad rocas del Precámbrico que son las más antiguas de Tejas.

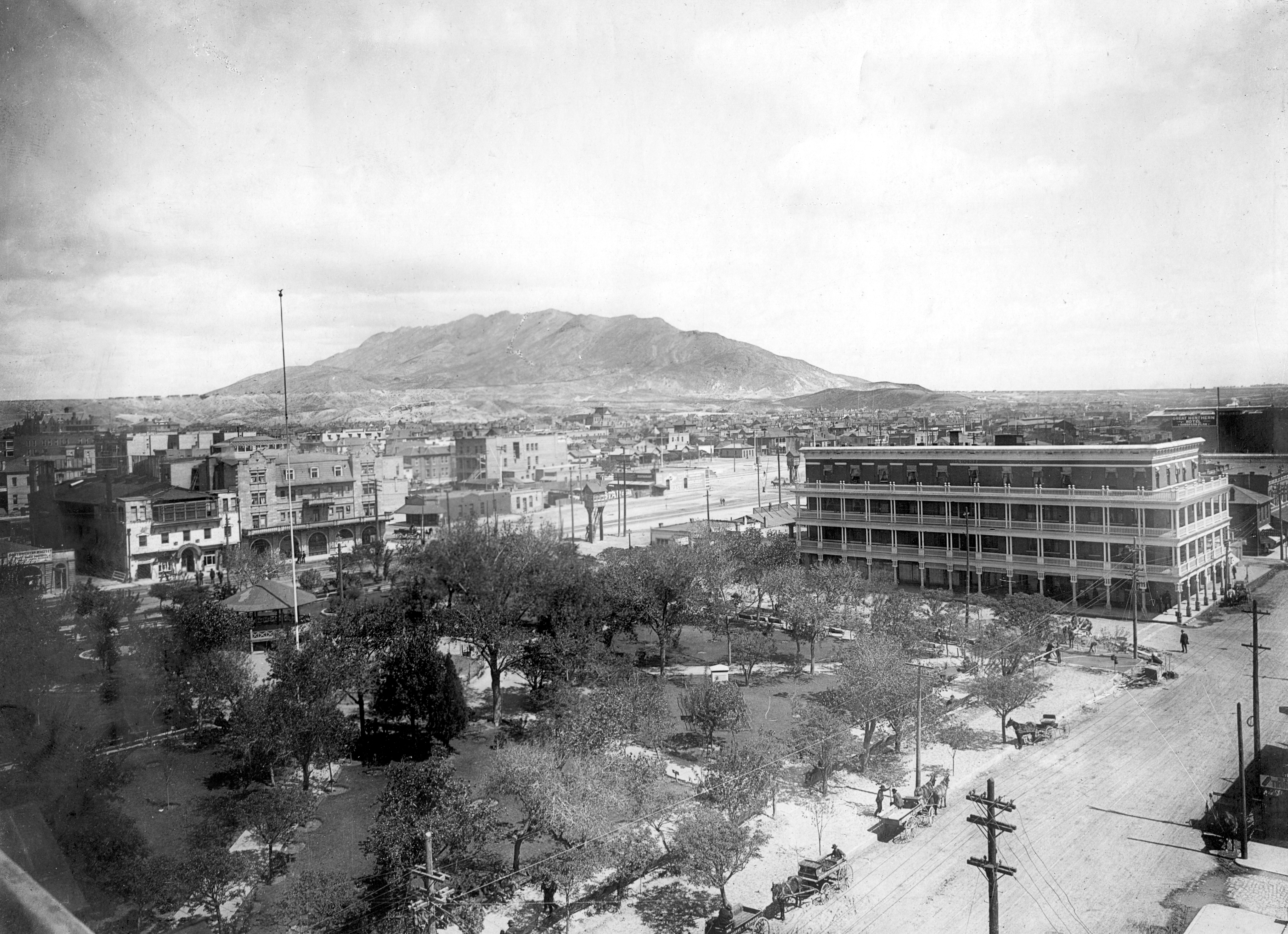
Vista desde el sur de la sierra de los Mansos desde El Paso